# Валтер Брак
Валтер Брак (Берлин, 20. децембар 1880 — Берлин, 19. јул 1919) био је немачки пливач, освајач две олимпијске медаље на Летњим олимпијским играма 1904. Био је члан Шарлотенбурга 1887.
На Летњим олимпијским играма 1904. у Сент Луису Брак је учествовао само у две дисциплине — 100 јарди леђно и 440 јарди прсно. У првој трци освојио је прво место са резултатом 1:16,8 и освојио златну медаљу, а у другој заузео је друго место са непознатим резултатом и освојио сребрну медаљу.